# Onyx (rivière)
Pour les articles homonymes, voir Onyx.
L'Onyx est un ruisseau d'eau de fonte de l'Antarctique qui coule vers l'ouest à travers la vallée de Wright, depuis le glacier de Wright jusqu'au lac Vanda, pendant les quelques mois de l'été antarctique.

## Description

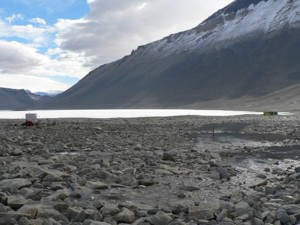
L'Onyx, au premier plan à droite, s'écoulant vers le lac Vanda couvert de glace au fond.

L'Onyx mesure 30 km de long et, malgré sa taille réduite, est le cours d'eau le plus long et le plus large de tout le continent Antarctique. Il possède plusieurs affluents et une station météorologique est située à son embouchure. Son débit est fortement variable, à la fois au cours d'une même journée et d'une même saison. Certaines années, l'Onyx échoue à atteindre le lac Vanda ; en revanche, il provoque une érosion significative lors d'années d'inondation et il a été descendu en rafting en 1984 par des chercheurs néo-zélandais.
L'Onyx ne contient aucun poisson, mais des organismes vivants microscopiques s'y trouvent et des efflorescences algales peuvent s'y produire amplement.